# Boris Sieriebriakow
Boris Jefimowicz Sieriebriakow (ros. Борис Ефимович Серебряков; ur. 18 sierpnia 1941 w Małgobeku w Czeczeńsko-Inguskiej ASRR, zm. 1971 w Syzraniu) – rosyjski seryjny morderca zwany Nocnym potworem. W latach 1969–1970 zamordował w Kujbyszewie 9 osób.

## Życiorys

### Wczesne lata
Od dzieciństwa nadużywał alkoholu i wyróżniał się wśród rówieśników trudnym charakterem. Udział w bójkach spowodował, że był regularnie notowany przez milicję. Pierwszą pracę podjął w Kujbyszewskiej Fabryce Kabli na stanowisku robotniczym.
We wrześniu 1967 Sieriebriakow próbował zgwałcić konduktorkę, pracującą w kujbyszewskich tramwajach. Z nożem w ręku wszedł do budynku dyspozytorni i groził nim konduktorce. Kobieta doznała lekkich obrażeń, a Sieriebriakow nie zrealizował swojego zamiaru i uciekł.

### Zabójstwa
Pierwszej zbrodni dokonał w nocy (27/28 kwietnia 1969). Włamał się do prywatnego mieszkania na ulicy Elektrificirowannoj, gdzie zastał trzyosobową rodzinę. Uderzeniami cegły zabił mężczyznę, kobietę i ich 5-letniego syna. Na martwej już kobiecie dokonał gwałtu. Po zrabowaniu 135 rubli opuścił mieszkanie.
Rok później Sieriebriakow dokonał kolejnego napadu. W mieszkaniu, do którego się włamał mieszkały dwie kobiety. Obie powalił na ziemię ciosami siekiery, ale kobietom udało się przeżyć.
Kolejne dwie kobiety padły ofiarą Sieriebriakowa w nocy 8/9 maja 1970. Podobnie jak w poprzednim przypadku zabójca przyjechał na miejsce zbrodni rowerem Ukraina, włamał się do mieszkania i zaatakował kobiety siekierą.
Po tej zbrodni mieszkańców Kujbyszewa ogarnęła panika. W przededniu wyborów do Rady Najwyższej ZSRR mieszkańcy miasta przestali wpuszczać do mieszkań osoby nieznajome, w tym agitatorów wyborczych i cywilnych pracowników milicji.
Sieriebriakow zaatakował ponownie nocą 4/5 czerwca 1970. Jego ofiarą padła czteroosobowa rodzina – małżeństwo z dwójką dzieci. Kobietę najpierw zgwałcił, a następnie zarąbał siekierą.
Czerwcowe zabójstwo spowodowało powołanie specjalnego oddziału milicji, który miał się zająć schwytaniem mordercy. Na jego czele stanęli oficerowie śledczy z Moskwy. Sieriebriakow na miejscu zbrodni zgubił charakterystyczny klucz od roweru, co skłoniło śledczych do poszukiwania sprawcy wśród rowerzystów, jeżdżących rowerami wyprodukowanymi w Charkowie. W ramach rutynowej kontroli rowerzystów, w nocy 7/8 czerwca 1970 na drodze prowadzącej do lotniska w Kujbyszewie patrol milicji próbował zatrzymać Sieriebriakowa. Ten porzucił rower i próbował ukryć się w budynku należącym do zakładów Progress. Tam został ujęty przez ochronę i oddany w ręce milicji. Odciski palców i grupa krwi zatrzymanego zgadzały się z tymi, które milicja zabezpieczyła w miejscach zbrodni. Sieriebriakow przyznał się do zarzucanych mu czynów.

## Proces i wyrok
Proces Sieriebriakowa wywołał ogromne zainteresowanie. Liczba osób, którzy chcieli zobaczyć osobę terroryzującą przez kilkanaście miesięcy Kujbyszew była tak duża, że nie mieścili się w sali sądowej. 16 września 1970 Sąd Okręgowy w Kujbyszewie skazał Sieriebriakowa na karę śmierci. Ostatnie słowa zabójcy, które padły na sali sądowej brzmiały „Ja jeszcze wrócę”.
Wyrok wykonano przez rozstrzelanie w zakładzie karnym w Syzraniu.